# Hussein Kamil

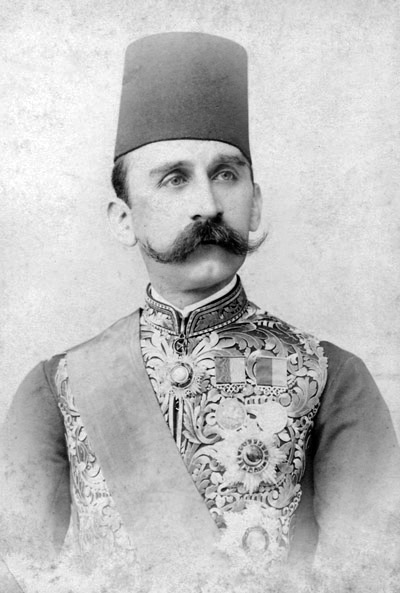
Hussein Kamil, Sultan von Ägypten von 1914 bis 1917

Sultan Hussein Kamil (arabisch السلطان حسين كامل as-Sultān Husayn Kāmil; * 21. November 1853 in Kairo; † 9. Oktober 1917 in Kairo) war Sultan von Ägypten und Herrscher über den Anglo-Ägyptischen Sudan vom 19. Dezember 1914 bis zum 9. Oktober 1917.

## Leben
Hussein Kamil wurde 1853 als zweiter Sohn des Khediven der osmanischen Provinz Ägypten Ismail Pascha geboren. Dieser stammte aus der Dynastie des Muhammad Ali, welche in Ägypten ab 1867 den Titel eines Khediven anstelle eines Wali führten, um die nominelle Oberhoheit des Osmanischen Reichs über das faktisch unabhängige Ägypten zum Ausdruck zu bringen. Nach der Absetzung Ismail Paschas wurde 1879 der ältere Bruder Hussein Kamils Tawfiq Khedive von Ägypten. Diesem folgte 1892 dessen Sohn Abbas II.
Abbas konnte sich gegen die seit 1882 bestehende Britische Herrschaft in Ägypten politisch nicht durchsetzen. Er sympathisierte mit der Nationalbewegung und wurde zu Beginn des Ersten Weltkrieges am 18. Dezember 1914 von den Briten abgesetzt. Großbritannien erklärte Ägypten offiziell zu seinem Protektorat, dem Sultanat Ägypten, womit die letzten formalen Beziehungen zum Osmanischen Reich aufgehoben wurden. Hussein Kamil rief sich mit Unterstützung der Briten zum Sultan aus. Gleichzeitig richtete das Vereinigte Königreich ein Kommissariat im Land ein. Erster Hochkommissar war geschäftsführend bis 9. Januar 1915 Milne Cheetham, der von Henry McMahon abgelöst wurde. Die Briten setzten die Umstellung auf Kriegswirtschaft durch, was zu einer weitreichenden Verarmung der Bevölkerung führte, da die Lebensmittelpreise durch die Kaufkraft der britischen Truppen stark anstiegen, andererseits aber die Baumwollpreise auf britischen Druck hin stark gesenkt wurden.
Die osmanische Armee setzte ab Januar 1915 bis zu 80.000 Soldaten in Marsch, um das Land zu erobern und die Briten zu vertreiben. Diese Armee wurde jedoch am 3. Februar 1915 in der Nähe des Sueskanals geschlagen und zurückgedrängt. Die Sinai-Halbinsel blieb zwar bis in das Jahr 1917 hinein ein Kriegsschauplatz, das Sultanat selbst war jedoch in dieser Zeit nicht mehr ernsthaft gefährdet.
Nach Hussein Kamils Tod im Oktober 1917 folgte ihm sein Bruder Ahmad Fu'ād als Sultan.

## Nachkommen
- Hussein Kamil (20. Dezember 1874 – 6. August 1932)
- Kazima (16. Juli 1876 – 11. Oktober 1917)
- Kamila (12. Oktober 1877 – 14. Oktober 1895)
- Saif (1878 – 1898)
- Ahmad Nazim (21. April 1879 – 15. April 1884)
- Yusuf Kamil (1880 – 1910)
- Kadria (10. Januar 1888 – 3. Juni 1955)
- Samiha (17. Juli 1889 – 1984)
- Badiha (4. Juli 1894 – 6. November 1913)